# Expropriação
Expropriação (do latim medieval expropriat, "tirar do proprietário") significa a ação e o efeito de privar alguém de sua propriedade. O sujeito privado da propriedade é denominado expropriado, e aquele que pratica o ato, expropriador. Sob um conceito negativo, a expropriação é a perda da propriedade; sob o prisma positivo, é fenômeno de aquisição da propriedade, já que alguém tem sua propriedade privada para que seja adquirida por outrem. A expropriação é comumente apontada como sinônimo de desapropriação, mas com ela não se confunde: a desapropriação é a expropriação levada à cabo pelo Poder Público (usualmente o Poder Executivo), em razão de autorização legal para tanto, e com indenização ao proprietário desapropriado. A desapropriação, portanto, é espécie do gênero expropriação.  A expropriação também pode ocorrer em razão de processo judicial, sobretudo naquele nos quais há uma cobrança de dívida. Essa dívida, não sendo paga, pode ensejar um pedido de penhora, que poderá resultar na venda do bem penhorado - sua expropriação, portanto.